# IC2's (DSB) leveringsoversigt
Dette er en oversigt over, hvornår de 23 IC2-togsæt er leveret til DSB, og hvornår de er indsat i drift med passagerer. Listen opdateres løbende og er endnu ikke komplet.
| Togsæt nr. | Samlede leverance | Leveret       | I drift   | Bemærkninger |
| ---------- | ----------------- | ------------- | --------- | --- |
| MP 5701    | 8                 | 08.08.2012    | 2013/2014 | - Ultimo oktober 2013: Muligvis et af syv togsæt i driftssimulering. - December 2013: Sonnesgade. |
| MP 5702    | 7                 | 24.07.2012    | 2013/2014 | - Ultimo oktober 2013: Muligvis et af syv togsæt i driftssimulering - Marts 2014: Fredericia-Odense. |
| MP 5703    | 5                 | 29.05.2012    | 2013      | Formentlig sat i drift i 2013. December 2013: Sonnesgade. |
| MP 5704    | 1                 | November 2011 | 2012      | - Den 29. august - 2. september 2011: Testkørsel mellem Vojens og Rødekro. Herefter færdiggjort i Italien. - Den 04. januar 2012: Trukket fra Aarhus til Randers. - Pr. 13. november 2012: Afgangen fra Kolding kl. 16.37 mod Vejle. |
| MP 5705    | 3                 | Marts 2012?   | 2012      | - Den 30. marts 2012: Spottet i Vojens. - Pr. 12. november 2012: I drift mellem Kolding og Vejle. - Den 21. december 2012: Sammenkoblet i alm.drift Kolding-Vejle med MP 57xx. Ifølge Jernbane.net                                   |
| MP 5706    | 2                 | 21.02.2012    | 2012?     | |
| MP 5707    | 4                 | 13.03.2012    | 2012?     | December 2013: I drift Vejle-Fredericia-Kolding. |
| MP 5708    | 6                 | 10.07.2012    | 2013      | Formentlig sat i drift i 2013. - December 2013: Sonnesgade. - Marts 2014: Fredericia-Odense. |
| MP 5709    | 9                 | 31.10.2012    | 2013/2014 | Ultimo oktober 2013: Muligvis et af syv togsæt i driftssimulering |
| MP 5710    | 10                | 08.01.2013?   | 2013/2014 | Ultimo oktober 2013: Muligvis et af syv togsæt i driftssimulering |
| MP 5711    | 11                | Jan.-maj 2013 | 2013/2014 | - Ultimo oktober 2013: Muligvis et af syv togsæt i driftssimulering. - December 2013: Sonnesgade. |
| MP 5712    | 12                | Jan.-maj 2013 | 2013/2014 | - Ultimo oktober 2013: Muligvis et af syv togsæt i driftssimulering - Marts 2014: Fredericia-Odense. |
| MP 5713    | 13                | Jan.-maj 2013 | 2013/2014 | Ultimo oktober 2013: Muligvis et af syv togsæt i driftssimulering |
| MP 5714    | 15                | Maj 2013?     | 2014      | Ultimo oktober 2013: Forventes godkendt til passagerkørsel i 1. kvartal 2014 |
| MP 5715    | 16                | 04.06.2013    | 2014      | Ultimo oktober 2013: Forventes godkendt til passagerkørsel i 1. kvartal 2014 |
| MP 5716    | 14                | Jan.-maj 2013 | 2014      | - Ultimo oktober 2013: Forventes godkendt til passagerkørsel i 1. kvartal 2014. - December 2013: Sonnesgade. |
| MP 5717    | 17                | 11.06.2013    | 2014      | Ultimo oktober 2013: Forventes godkendt til passagerkørsel i 1. kvartal 2014 |
| MP 5718    | 18                | 25.06.2013    | 2014      | Ultimo oktober 2013: Forventes godkendt til passagerkørsel i 1. kvartal 2014 |
| MP 5719    | 19                | 12.08.2013    | 2014      | - Ultimo oktober 2013: Forventes godkendt til passagerkørsel i 1. kvartal 2014. - December 2013: Sonnesgade. |
| MP 5720    | 20                | 02.09.2013    | 2014      | - Ultimo oktober 2013: Forventes godkendt til passagerkørsel i 1. kvartal 2014. - December 2013: Sonnesgade. |
| MP 5721    | 21                | 24.09.2013    | 2014      | Ultimo oktober 2013: Forventes godkendt til passagerkørsel i 1. kvartal 2014 |
| MP 5722    | 22                | 24.09.2013    | 2014      | - Ultimo oktober 2013: Forventes godkendt til passagerkørsel i 1. kvartal 2014 - Maj 2014: Odense |
| MP 5723    | 23                | 01.10.2013    | 2014      | Ultimo oktober 2013: Forventes godkendt til passagerkørsel i 1. kvartal 2014 |

## Fodnoter
1. ↑  Det er sikkert, at togsæt 04 og 05 var de første togsæt, der sattes i drift i november 2012. Det er også ret sikkert, at togsættene 14-23 forventes sat i drift i løbet af 2014. Det er imidlertid ikke helt sikkert præcist, hvornår de øvrige togsæt (01-03 og 06-13) sattes i drift. Det er dog sikkert, at de sattes i drift i perioden fra ultimo 2012 til primo 2014.